# Morena Clara (película de 1954)
Morena Clara es una película musical española de 1954 dirigida por Luis Lucía y protagonizada por Lola Flores, Miguel Ligero y Fernando Fernán Gómez. Está basada en la obra de teatro homónima de Antonio Quintero y Pascual Guillén.

## Argumento
Trini (interpretada por Lola Flores) y su tío Regalito (Miguel Ligero Rodríguez) son dos gitanos que roban unos jamones. En el juicio, el severo fiscal (Fernando Fernán Gómez) les acusa del delito, aunque los dos gitanos no terminen de entender la naturaleza de su crimen y la justicia de los payos. Trini acabará sirviendo en la casa del fiscal, quien, descubriendo su buen corazón, acabará por enamorarse de ella.

## Canciones
- Soy Morena Clara (Zambra) (Sanz-Azagra)[1]
- Te lo juro yo (Rafael de León - Manuel Quiroga)
- Échale guindas al pavo (bulería, letra de Ramón Perelló y Ródenas y Sixto Cantabrana y música de Juan Mostazo[2]